# Aeropuerto Internacional de Puebla
El Aeropuerto Internacional de Puebla  o Aeropuerto Internacional Hermanos Serdán (Código IATA: PBC - Código OACI: MMPB - Código DGAC: PBC), se encuentra ubicado en los municipios de Huejotzingo, Tlaltenango y Juan C. Bonilla, Puebla, en la Zona Metropolitana de Puebla-Tlaxcala. Es operado por Olmeca-Maya-Mexica, una corporación del gobierno federal. El aeropuerto fue nombrado por Aquiles Serdán, Máximo Serdán y María del Carmen Serdán, conocidos como los hermanos Serdán, líderes del antirreeleccionismo maderista revolucionario.

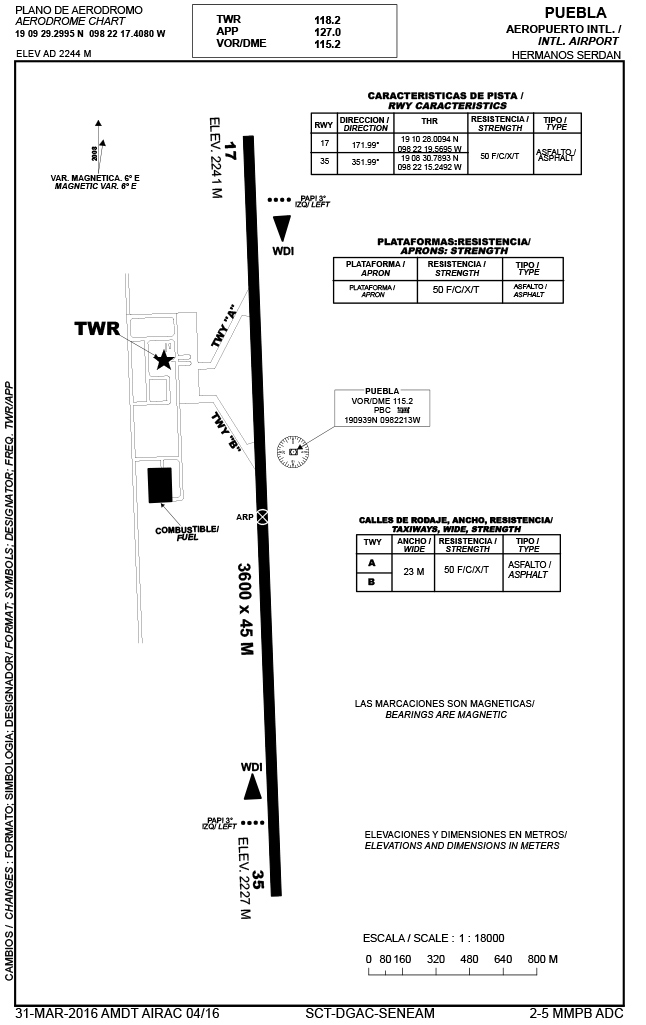

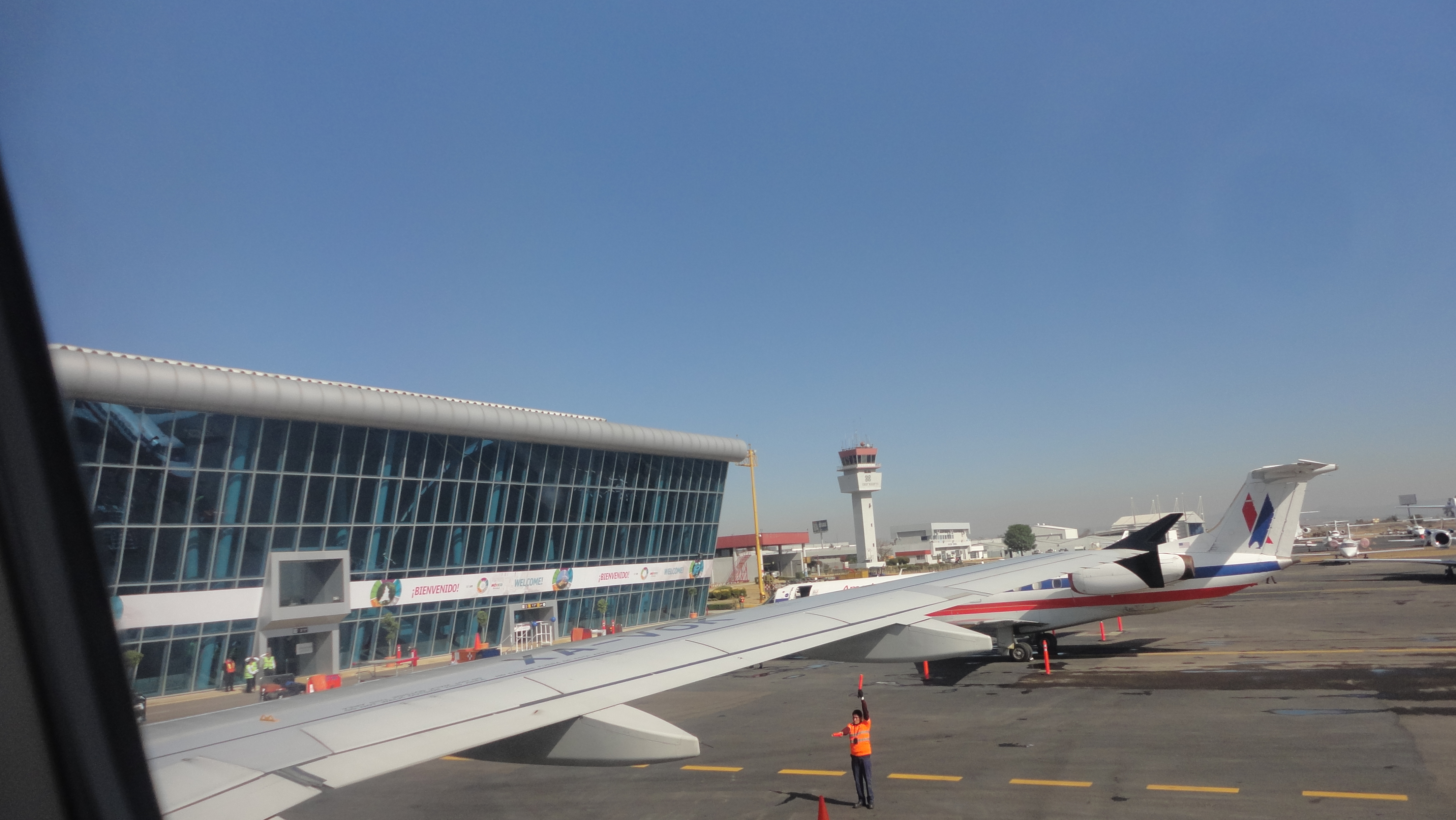
Embraer ERJ 145 de American Eagle en la plataforma de embarque

## Historia
Fue inaugurado el 18 de noviembre de 1985 con un vuelo desde Guadalajara operado por un Boeing 727-200 de Mexicana de Aviación. 
El 25 de febrero de 1993, inicia operaciones PAL, Puebla Air Lines (PAL, Aerolíneas, S.A. de C.V.) cuya misión era ofrecer transportación aérea desde la Ciudad de Puebla de los Ángeles hacia los principales destinos de la República Mexicana, de esta manera el Aeropuerto Internacional de Puebla se convirtió en su base de operaciones con una flota de 3 aparatos Boeing 727.  Derivado de la crisis económica que el país sufrió a partir de diciembre de 1994, la empresa se vio obligada a suspender sus funciones en junio de 1995.
El 23 de enero de 1996, el Aeropuerto de Puebla que era un aeródromo nacional, obtuvo el nombramiento de Aeropuerto Internacional "Hermanos Serdán", publicado en el Diario Oficial de la Federación.
Desde el año 2001 fue concesionado a la Operadora Estatal de Aeropuertos para su operación y desarrollo. Maneja el tráfico aéreo de la ciudad de Puebla y es parte del Sistema Metropolitano de Aeropuertos, que fue diseñado para  descongestionar las operaciones del Aeropuerto Internacional de la Ciudad de México, sin embargo su capacidad aún está subutilizada, a pesar de que tiene el potencial de servir al área urbanizada del Valle de Puebla de casi tres millones y medio de habitantes.
El 29 de noviembre de 2011, el gobierno del estado de Puebla, disolvió a la Operadora Estatal de Aeropuertos por tener anomalías en su presupuesto, dejando a Aeropuertos y Servicios Auxiliares en el cargo de operar el aeropuerto.
En los últimos años, el AIP ha mostrado un crecimiento notable en sus volúmenes de pasajeros, operaciones y carga. En el 2007, se inauguró el Centro Logístico Aeroportuario, el cual ofrece todas las facilidades para el manejo y procesamiento comercial de carga.
El 27 de octubre de 2009, MexicanaLink abrió vuelos desde Puebla a Las Vegas, Nueva York y Los Ángeles en conexión. Sin embargo, el 28 de agosto de 2010 y con el cese de operaciones de Mexicana de Aviación y sus filiales, MexicanaLink dejó de ofrecer los servicios en este aeropuerto.
Este aeropuerto maneja alrededor de dos mil toneladas anuales en productos textiles, partes automotrices y de maquinaria, correo, mensajería aérea y productos perecederos como frutas y flores.
A partir del 12 de mayo de 2012, el aeropuerto ha sido cerrado varias veces, debido a la ceniza volcánica del volcán Popocatépetl
Durante el período 2015-2016 en el aeropuerto operó Copa Airlines con vuelos a la Ciudad de Panamá, sin embargo la ruta se canceló debido a la poca afluencia de pasajeros en esa ruta.
El 19 de octubre de 2020, el Gobierno del Estado de Puebla anunció la incorporación de la aerolínea mexicana Interjet para operar dos rutas internaciones, con servicio a Houston y Nueva York, y una ruta doméstica con servicio a Acapulco. Las nuevas rutas comenzarían a operar el primer trimestre de 2021 con una frecuencia de dos vuelos semanalmente, sin embargo, debido a la suspensión indefinida de operaciones de la aerolínea decretada en diciembre de 2020, producto de un conjunto de problemas financieros y legales, aunado al impacto de la pandemia de COVID-19 en la aviación, las nuevas rutas no se concretaron.
Actualmente el AIP ha alcanzado niveles históricos en sus indicadores operativos. Este escenario, y el apoyo de los miembros de su Consejo de Administración, ha logrado que se inicien proyectos inmediatos para aumentar la capacidad del aeropuerto tanto de las plataformas como del Edificio Terminal de Pasajeros.
Para el 2020, Puebla recibió 384,103 pasajeros, mientras que para 2021 recibió a 565,387 pasajeros, según datos publicados por Aeropuertos y Servicios Auxiliares.

## Terminal de pasajeros
En la actualidad cuenta con una plataforma comercial de 6 posiciones de categoría “D” y un edificio terminal capaz de atender a 450 pasajeros por hora.
El nuevo edificio terminal es aproximadamente 226% más grande que el anterior. Con una inversión superior a los $150 millones de pesos, tiene la capacidad para atender a 1.1 millones de pasajeros en un año, cifra que con una adecuada distribución en las operaciones, podría ser incluso mayor.

## Aerolíneas y destinos

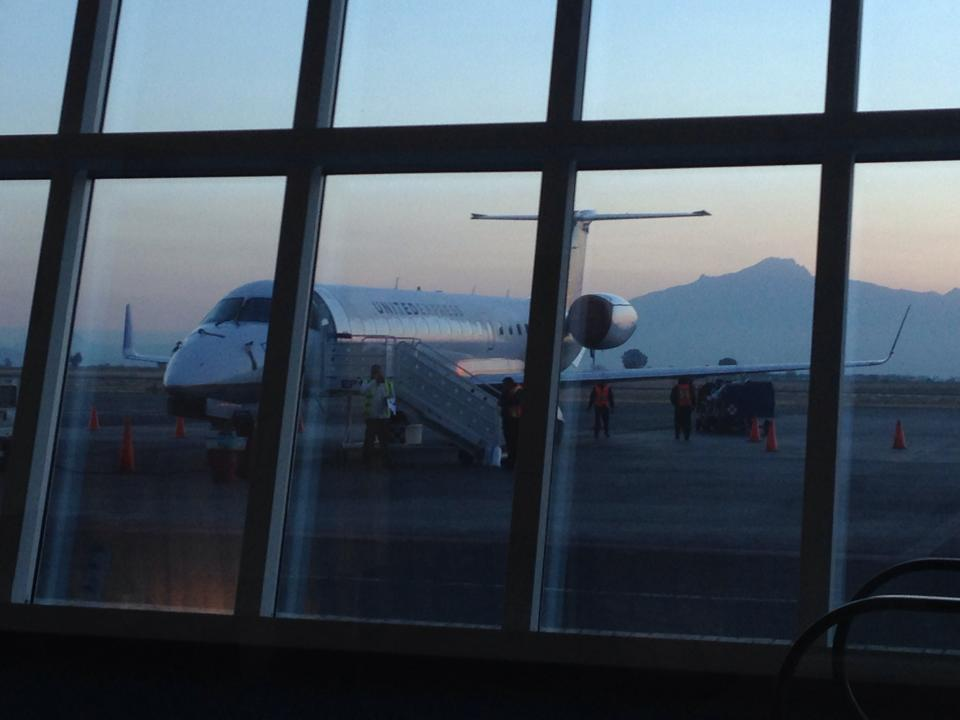
Embraer ERJ 145 de United Express con fondo de la montaña Malinche.

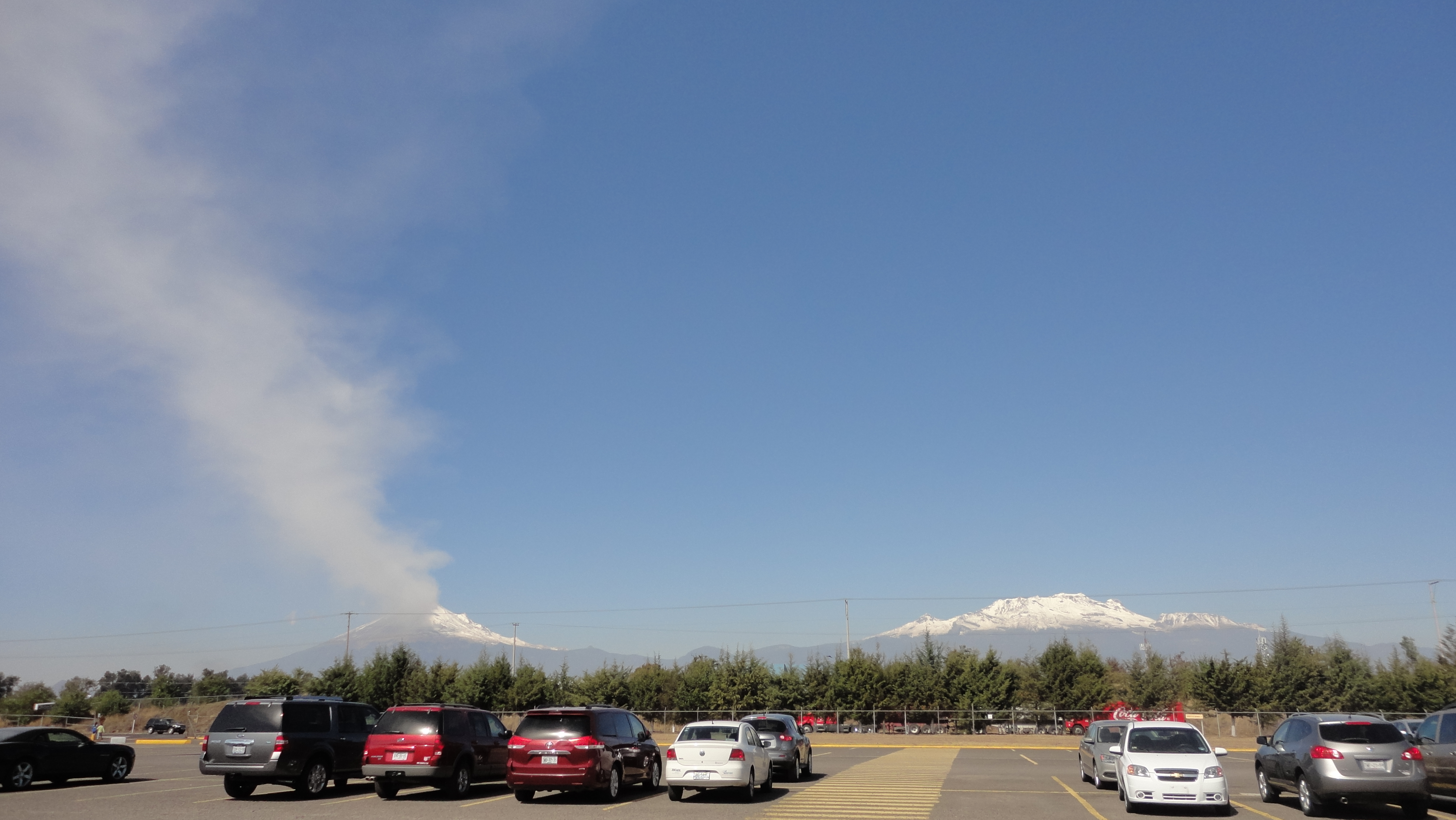
Estacionamiento con fondo de los volcanes Popocatépetl e Iztaccíhuatl.

### Pasajeros
| Destinos por aerolínea                                                                          | Destinos por aerolínea                          | Destinos por aerolínea |
| Aerolínea                                                                                       | Destinos                                        | Alianza                |
| ----------------------------------------------------------------------------------------------- | ----------------------------------------------- | ---------------------- |
| Magnicharters                                                                                   | Estacional: Cancún                              | N/A                    |
| United Express                                                                                  | Houston-Intercontinental                        | Star Alliance          |
| Viva                                                                                            | Cancún, Guadalajara, Mérida, Monterrey, Tijuana | N/A                    |
| Volaris                                                                                         | Cancún, Tijuana                                 | N/A                    |
| Total: 6 destinos (5 nacionales, 1 internacional), 4 aerolíneas (3 nacionales, 1 internacional) |                                                 |                        |

### Carga
| Aerolíneas    | Destinos                                 |
| ------------- | ---------------------------------------- |
| Aeronaves TSM | Laredo                                   |
| Estafeta      | Chihuahua, San Luis Potosí, Villahermosa |

### Destinos nacionales
Se brinda servicio a 5 ciudades dentro del país a cargo de 3 aerolíneas.
| Cancún (CUN)      | • | • | • |   | 3 |
| Guadalajara (GDL) | • |   |   |   | 1 |
| Mérida (MID)      | • |   |   |   | 1 |
| Monterrey (MTY)   | • |   |   |   | 1 |
| Tijuana (TIJ)     | • | • |   |   | 2 |
| Total             | 5 | 2 | 1 | 0 | 5 |

### Destinos internacionales
Se brinda servicio a 1 ciudad extranjera en Estados Unidos, a cargo de 1 aerolínea.
| Ciudades                                | Nombre del aeropuerto                   | Aerolíneas     |
| Norteamérica                            | Norteamérica                            | Norteamérica   |
| --------------------------------------- | --------------------------------------- | -------------- |
| Estados Unidos (1 destino, 1 aerolínea) |                                         |                |
| Houston                                 | Aeropuerto Intercontinental George Bush | United Express |
| Total: 1 destino, 1 país, 1 aerolínea   |                                         |                |

### Aerolíneas que volaban anteriormente al AIP
| Aerolíneas |
| --- |
| Aero California, Aeromar, Aeroméxico, Aeroméxico Connect, Aladia, Alma de México, Avolar, American Eagle, Continental Express, Copa Airlines, Líneas Aéreas Azteca, Mexicana, MexicanaLink. |

## Estadísticas

### Tráfico anual
En el 2024, Puebla recibió a 1,059,073 pasajeros, un incremento del 10.47% con el año anterior. Es el 26° aeropuerto con mayor tráfico de pasajeros en el país, según datos publicados por la Agencia Federal de Aviación Civil.
| Año  | Operaciones aéreas | cambio en % | Movimiento de carga (t) | cambio en % | Pasajeros Totales | cambio en % |
| 2006 | 16,328             | Sin cambios | 603                     | Sin cambios | 201,094           | Sin cambios |
| 2007 | 23,181             | 41.97%      | 593                     | 1.65%       | 428,791           | 113.22%     |
| 2008 | 24,753             | 6.78%       | 648                     | 9.27%       | 530,320           | 23.67%      |
| 2009 | 19,845             | 19.82%      | 1,091                   | 68.36%      | 344,699           | 35.0%       |
| 2010 | 19,331             | 2.59%       | 1,619                   | 48.39%      | 318,037           | 7.73%       |
| 2011 | 17,416             | 9.90%       | 1,141                   | 29.52%      | 218,401           | 31.32%      |
| 2012 | 18,130             | 4.09%       | 798                     | 30.06%      | 264,085           | 20.91%      |
| 2013 | 15,925             | 12.16%      | 666                     | 16.54%      | 292,152           | 10.62%      |
| 2014 | 17,080             | 7.25%       | 461                     | 30.78%      | 285,041           | 2.43%       |
| 2015 | 19,817             | 16.02%      | 492                     | 6.72%       | 327,811           | 15.0%       |
| 2016 | 19,227             | 2.97%       | 846                     | 71.95%      | 383,361           | 16.94%      |
| 2017 | 20,258             | 5.36%       | 1,166                   | 37.82%      | 511,833           | 33.51%      |
| 2018 | 20,391             | 0.66%       | 1,236                   | 6.01%       | 685,583           | 34.10%      |
| 2019 | 19,723             | 3.28%       | 842                     | 31.85%      | 761,575           | 11.08%      |
| 2020 | 11,065             | 43.90%      | 1,012                   | 20.19%      | 384,103           | 49.56%      |
| 2021 | 12,854             | 16.17%      | 2,706                   | 167.39%     | 565,387           | 47.20%      |
| 2022 | 18,164             | 41.31%      | 7,127                   | 163.38%     | 790,931           | 39.89%      |
| 2023 | 20,869             | 14.89%      | 3,794                   | 46.77%      | 935,500           | 18.28%      |
| 2024 | 18,755             | 10.13%      | 4,232                   | 11.54%      | 1,059,073         | 10.47%      |
| ---- | ------------------ | ----------- | ----------------------- | ----------- | ----------------- | ----------- |

### Rutas más transitadas
| Número | Ciudad                   | Pasajeros | Ranking     | Aerolínea                    |
| ------ | ------------------------ | --------- | ----------- | ---------------------------- |
| 1      | Tijuana, Baja California | 192,547   | 2           | Volaris                      |
| 2      | Cancún, Quintana Roo     | 164,122   | 1           | Magnicharters, Viva, Volaris |
| 3      | Monterrey, Nuevo León    | 108,171   | Sin cambios | Viva, Volaris                |
| 4      | Guadalajara, Jalisco     | 55,944    | Sin cambios | Viva                         |
| 5      | Mérida, Yucatán          | 25,851    | Sin cambios | Viva                         |
| 6      | Houston, Texas           | 9,203     | Sin cambios | United Express               |

## Conectividad vial
Para llegar al Aeropuerto Hermanos Serdán hay dos accesos principales. El primero es por la autopista México-Puebla con la desviación al aeropuerto, viniendo de Puebla, antes de llegar a Santa Ana Xalmimilulco, o viniendo de San Martín Texmelucan, después de Santa Ana para tomar la carretera al aeropuerto; el segundo es por el boulevard Cholula-Huejotzingo un poco antes de llegar a esta ciudad (pasando Santa Maria Zacatepec, junta auxiliar de Juan C. Bonilla).

## Accidentes e incidentes
- El 14 de enero de 1947 una aeronave Lockheed C-60A-5-LO Lodestar con matrícula 6003 perteneciente a la Fuerza Aérea Mexicana se estrelló poco después de despegar del Aeropuerto de Puebla por una falla en el motor 2, matando a los 4 miembros de la tripulación y a los 17 pasajeros. La aeronave tenía como destino el Aeropuerto de Oaxaca.[8]

- El 7 de diciembre de 2008 un Learjet 23 con matrícula XC-LGD del Servicio de Administración y Enajenación de Bienes (SAE) con destino al Aeropuerto de Atlangatepec se estrelló en la Laguna de Atlangatepec falleciendo sus dos tripulantes, la aeronave se encontraba haciendo su segundo intento de aterrizaje en el Aeropuerto de Atlangatepec cuando de repente comenzó a hacer un ascenso rápido y posteriormente se sumergió en el lago, la aeronave fue encontrada 30 metros bajo la superficie de la laguna.[9]

- El 28 de junio de 2013 una aeronave Cessna 206 Stationair con matrícula XB-MSN se estrelló cerca del poblado de Nuevo Porvenir en Guatemala matando a los 6 ocupantes. La aeronave había partido del Aeropuerto de Tapachula con destino al Aeropuerto de Puebla. Dicha aeronave no tenía permiso para sobrevolar territorio guatemalteco.[10][11]

- El 23 de octubre de 2015 la aeronave Cessna 150 con matrícula XB-KDB perteneciente a la Escuela de Aviación 5 de Mayo y procedente del Aeropuerto de Tehuacán, se estrelló en la Autopista Puebla-Orizaba en un intento de aterrizaje forzoso, el cual fracasó, matando al instructor y al alumno; la aeronave tenía como destino final el Aeropuerto de Puebla.[12][13]

- El 9 de febrero de 2016 la aeronave Piper PA-34 Seneca con matrícula XB-NUP sufrió una falla de motor a pocos minutos de despegar del aeropuerto de Puebla, la aeronave tenía como destino final el Aeropuerto Internacional de Acapulco y logró aterrizar de emergencia en terrenos de cultivo en la comunidad de San Pedro Tlaltenango. El piloto y su pasajera resultaron con heridas leves.[14][15][16]

- El 2 de junio de 2017 la aeronave Swearingen SA227-AC Metro III con matrícula XA-UAJ operado por Aeronaves TSM que había partido del Aeropuerto de Saltillo con rumbo al Aeropuerto de Puebla se quedó sin combustible por lo que intentó aterrizar en el Aeropuerto de Tampico, sin embargo no alcanzó a llegar a la pista estrellándose en una zona arbolada cerca del aeropuerto y dejando heridos a los 2 tripulantes.[17][18]

- El 20 de septiembre de 2017 una aeronave Convair CV-640 con matrícula XA-UNH operado por Aeronaves TSM procedente del Aeropuerto de Puebla tuvo una falla en el tren de aterrizaje principal derecho, obligándolo a hacer patrón de espera para quemar combustible y aterrizar de emergencia en el Aeropuerto Internacional de Saltillo, donde la aeronave sufrió daños sustanciales, no hubo lesionados.[19][20][21]

- El 16 de agosto de 2018 una aeronave Cessna 210 con matrícula XB-NZX que cubría un vuelo privado entre el Aeropuerto de Pachuca y el Aeropuerto de Puebla sufrió una falla mecánica y tuvo que hacer un aterrizaje forzoso sobre la Carretera México-Tuxpan en el Municipio de Zempoala, resultando lesionados el piloto y los 2 pasajeros.[22][23]

- El 17 de agosto de 2018 una aeronave Cirrus SR22 con matrícula N1223C que cubría un vuelo privado entre el Aeropuerto de Puebla y el Aeropuerto de Tehuacán se estrelló en el Municipio de Juan C. Bonilla debido a una falla mecánica. Los 4 tripulantes resultaron con heridas leves.[24][25]

- El 28 de marzo de 2022 una aeronave Beechcraft C90A King Air con matrícula N426EM propiedad de Bank of Utah que operaba un vuelo entre el Aeropuerto de Acapulco y el Aeropuerto de Puebla se estrelló en un supermercado de Bodega Aurrera en Temixco tras solicitar aterrizar en el Aeropuerto de Cuernavaca. La aeronave sufrió falla en ambos motores, precipitándose a tierra y estrellándose contra dicho inmueble, matando a 3 de sus 5 ocupantes.[26][27]

## Aeropuertos cercanos
Los aeropuertos más cercanos son:
- Aeropuerto Internacional de la Ciudad de México (81km)
- Aeropuerto Internacional Felipe Ángeles (93km)
- Aeropuerto Internacional General Mariano Matamoros (99km)
- Aeropuerto Internacional Lic. Adolfo López Mateos (127km)
- Aeropuerto Nacional El Lencero (170km)
- Aeropuerto Nacional El Tajín (188km)